# Richard Kowalski
Richard A. Kowalski (n. en 1963) es un astrónomo estadounidense que ha descubierto numerosos asteroides, cometas y objetos cercanos a la Tierra. Se ha especializado en la astronomía planetaria.

## Descubrimientos
- 2008 TC3 2008
- 14627 Emilkowalski 1998
- 7392 Kowalski 1984

- Datos: Q4575766